# Uyu
L'Uyu, ou Uru (Uyu Chaung en birman), est une rivière du nord de la Birmanie (Union du Myanmar). C'est un important affluent de la Chindwin, et donc un sous-affluent de l'Irrawaddy. Elle prend sa source dans la vallée de Hukawng, dans l'ouest de l'État de Kachin et coule vers le sud-ouest dans une vallée fertile. Elle se jette dans la Chindwin en rive gauche à Homalin, dans l'ouest de la Région de Sagaing,,.

## Économie
Hpakant, situé près de sa source, est le lieu d'extraction de la meilleure jadéite du monde,. Les déblais d'extraction des mines de jade ont perturbé l'évacuation des eaux de mousson, ce qui a provoqué des inondations et endommagé les routes Dans les années 1990 ont commencé à apparaître des bateaux d'or, qui creusaient le lit de la rivière le long des 215 km qui séparent Haungpa d'Homalin. Un plan de nettoyage a été lancé en mai 2004 par un comité pour l'environnement nommé par le gouvernement. L'extraction de l'or a été interdite et les mines de jade chargées de la réhabilitation de 26 des 40 km les plus dégradés entre Lonkin et Haungpa.

## Flore et faune
La région est couverte de forêts primaires denses à sous-bois de rotins et bambous. En altitude on trouve des forêts mixtes de teck. La réserve naturelle de Htamanthi pour le tigre du Bengale et (éventuellement) le rhinocéros indien se trouve entre l'Uyu et le Chindwin,,.
L'Uyu est une importante zone de conservation pour le paon vert (Pavo muticus), le pélican à bec tacheté (Pelecanus philippensis) et le vautour chaugoun (Gyps bengalensis).

## Seconde Guerre mondiale
En mai 1942, au moment de l'invasion japonaise de la Birmanie, le général américain  Joseph Stilwell se replia à pied avec un groupe de 103 personnes (américains, britanniques et chinois) depuis Shwebo jusqu'en Inde. Une photo le montre en sous-vêtement et chapeau dans les eaux de l'Uyu, transportant de la viande sur son radeau. Ils furent rejoints par Gordon Seagrave du Burma Surgeon et son équipe d'infirmières birmanes et descendirent la rivière en radeau, atteignant Maingkaing en deux jours et Homalin trois jours plus tard,.